# Tekhelet

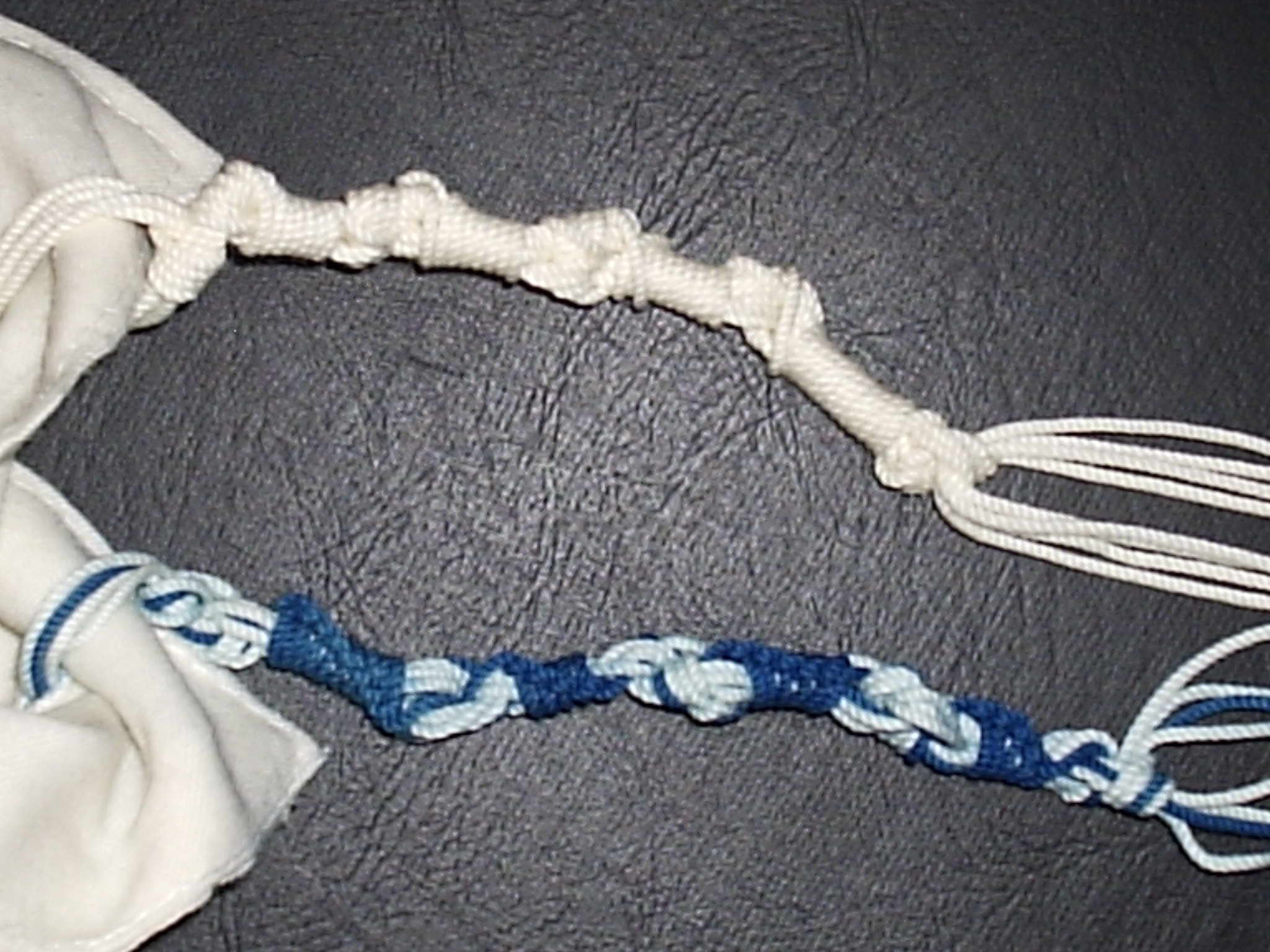
Franges d'un tallit comportant un fil de tekhelet

Tékhélèt (hébreu : תכלת) désigne un colorant bleu/indigo décrit à plusieurs reprises dans la Bible Hébraïque, notamment lors de la construction du Tabernacle (Exode 25:4) et de la prescription du port de franges aux coins des vêtements (Nombres 15:38).

Il était, d'après le Talmud, extrait d'une espèce particulière de mollusques appelée 'hillazone (Chabbat 26a), qu'on ne trouve qu'entre Haïfa et Tyr ('hillazone serait l'ancien nom de la ville de Haïfa), identifiée par le Talmud de Jérusalem aux porphyra, et au murex trunculus par le rabbin Chaim Twerski. D'autres avis proposent la seiche. En arabe littéraire, langue sémitique voisine de l'hébreu, le mot حلزون signifie simplement "escargot". 

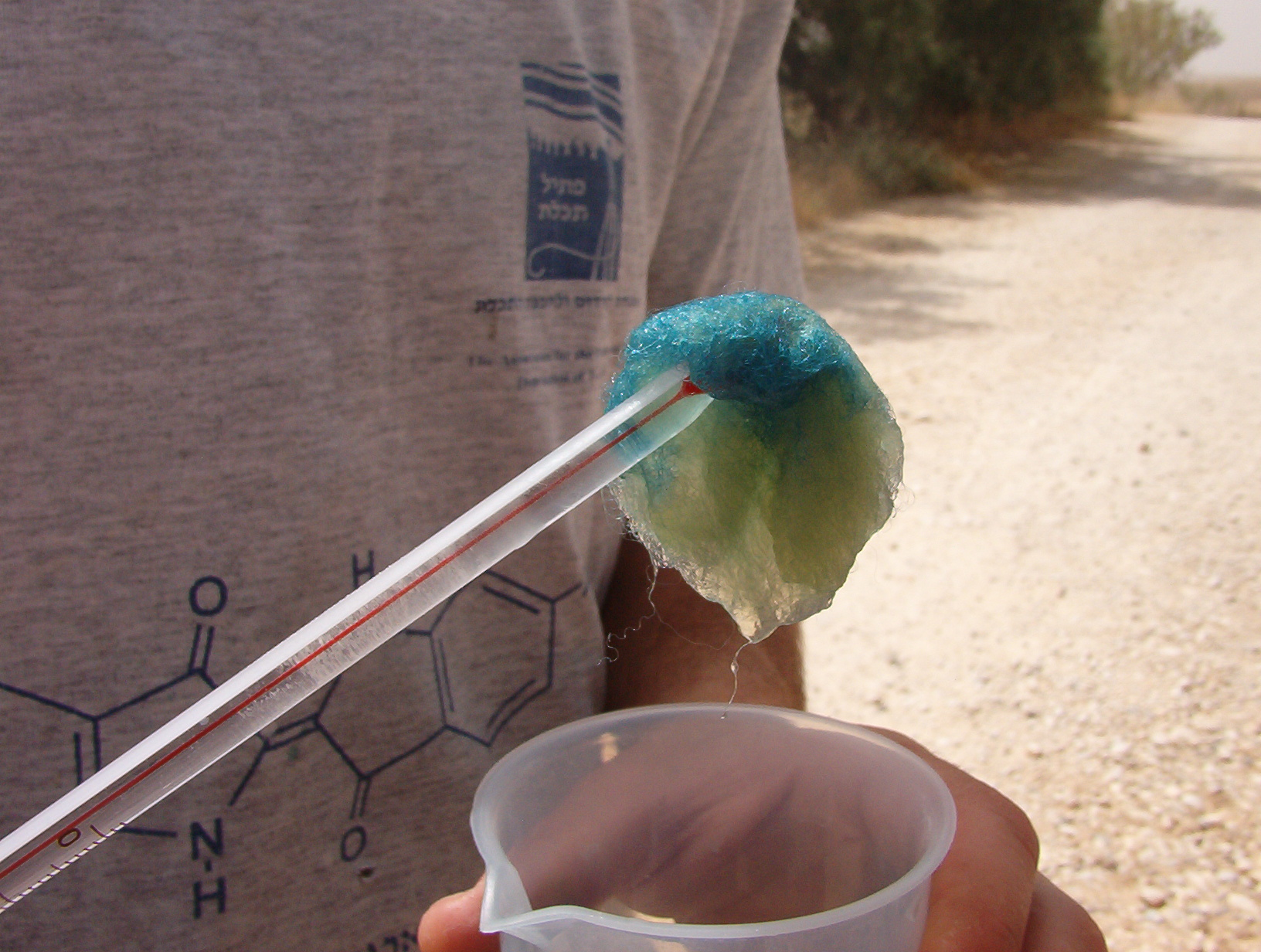
Laine teintée en Tekhelet

Cette espèce étant inconnue en dehors de cette région, on ne pouvait que supputer sa couleur véritable. Rachi estimait qu'il s'agissait d'une nuance foncée, raison pour laquelle les talits des Ashkénazes sont rayés de noir, tandis que Moïse Maïmonide penchait pour un bleu clair, raison pour laquelle les talits sépharades sont rayés de bleu. La Bible du Rabbinat traduit par azur.

## Référence
- Site d'une société israélienne qui en a repris la fabrication, afin d'accomplir de façon halakhiquement parfaite la prescription de placer un brin de tékhélèt dans les tzitzit.